# Grant Town (Virginia Occidental)
Grant Town es un pueblo ubicado en el condado de Marion en el estado estadounidense de Virginia Occidental. En el Censo de 2010 tenía una población de 613 habitantes y una densidad poblacional de 436,68 personas por km².

## Geografía
Grant Town se encuentra ubicado en las coordenadas 39°33′39″N 80°10′40″O / 39.56083, -80.17778. Según la Oficina del Censo de los Estados Unidos, Grant Town tiene una superficie total de 1.4 km², de la cual 1.36 km² corresponden a tierra firme y (2.77%) 0.04 km² es agua.

## Demografía
Según el censo de 2010, había 613 personas residiendo en Grant Town. La densidad de población era de 436,68 hab./km². De los 613 habitantes, Grant Town estaba compuesto por el 91.03% blancos, el 7.34% eran afroamericanos, el 0.16% eran amerindios, el 0% eran asiáticos, el 0% eran isleños del Pacífico, el 0% eran de otras razas y el 1.47% pertenecían a dos o más razas. Del total de la población el 0.49% eran hispanos o latinos de cualquier raza.